# Kowale Oleckie (gemeente)
De gemeente Kowale Oleckie is een landgemeente in het Poolse woiwodschap Ermland-Mazurië, in powiat Olecki.
De zetel van de gemeente is in Kowale Oleckie.
Op 30 juni 2005 telde de gemeente 5494 inwoners.

## Oppervlakte gegevens
In 2002 bedroeg de totale oppervlakte van gemeente Kowale Oleckie 251,61 km², waarvan:
- agrarisch gebied: 53%
- bossen: 35%

De gemeente beslaat 28,79% van de totale oppervlakte van de powiat.

## Demografie
Stand op 30 juni 2005:
| Omschrijving                   | Totaal | Totaal | Vrouwen | Vrouwen | Mannen | Mannen |
| ------------------------------ | ------ | ------ | ------- | ------- | ------ | ------ |
| eenheid                        | aantal | %      | aantal  | %       | aantal | %      |
| inwoners                       | 5494   | 100    | 2688    | 48,9    | 2806   | 51,1   |
| bevolkingsdichtheid (inw./km²) | 21,83  | 21,83  | 10,68   | 10,68   | 11,15  | 11,15  |

In 2002 bedroeg het gemiddelde inkomen per inwoner 1555,13 zł.

## Administratieve plaatsen (sołectwo)
Bialskie Pole, Borkowiny, Chełchy, Cicha Wólka, Czerwony Dwór, Czukty, Dorsze, Drozdowo, Golubie Wężewskie, Golubki, Gorczyce, Guzy, Jabłonowo, Kiliany, Kowale Oleckie, Lakiele, Monety, Rogówko, Sokółki, Stacze, Stożne, Szarejki, Szeszki, Szwałk, Wężewo, Zawady Oleckie.
Zonder de status sołectwo : Borki, Borysowo, Budki, Daniele, Drozdówko, Dunajek, Główka, Gościrady, Kilianki, Koniszki, Kucze, Leśny Zakątek, Mazury, Piastowo, Rogojny, Szwałk (osada), Wierzbianki, Zawady Małe, Żydy.

## Aangrenzende gemeenten
Banie Mazurskie, Gołdap, Filipów, Kruklanki, Olecko, Świętajno